# Pat Condell

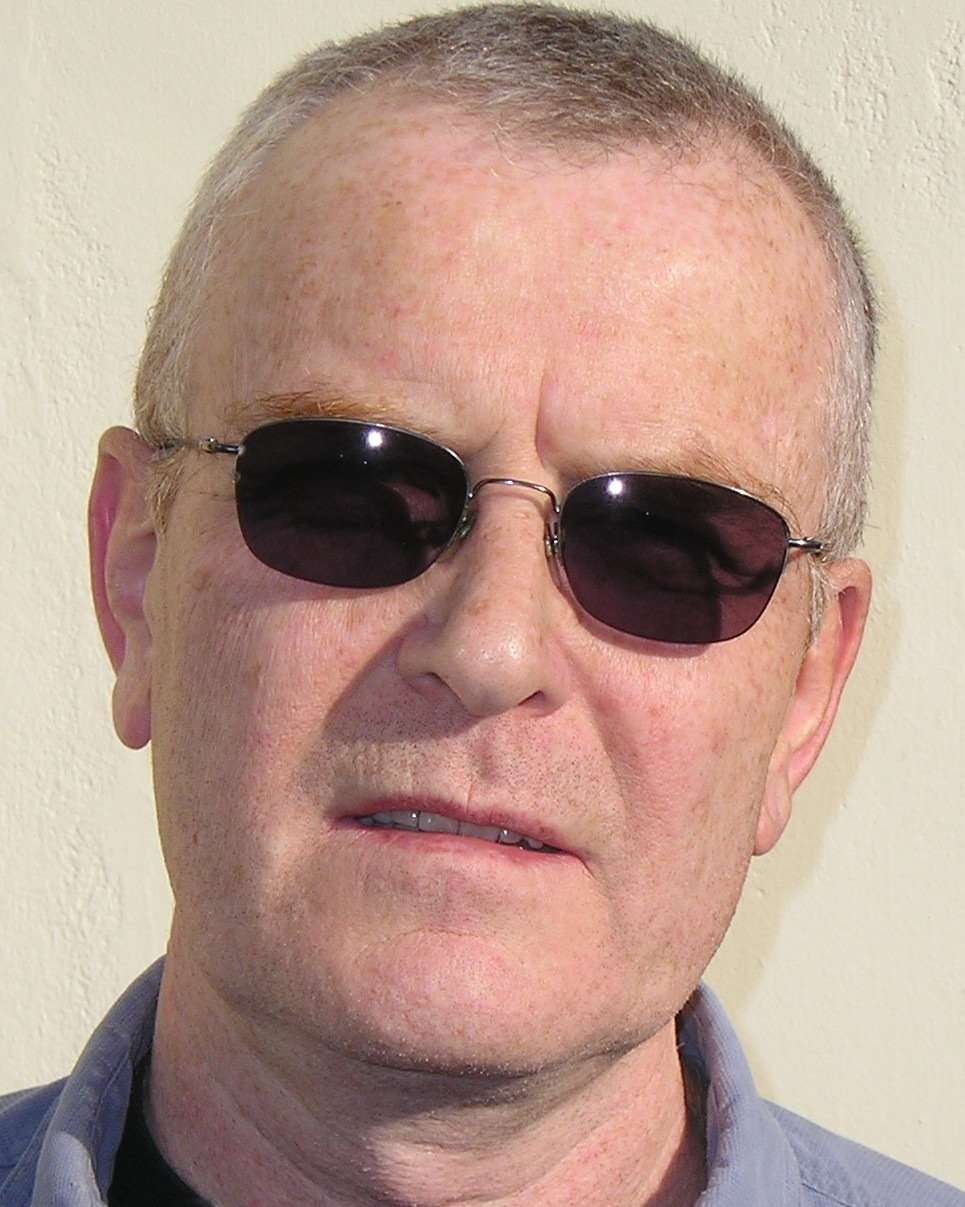
Pat Condell (2006)

Patrick „Pat“ Condell (* 23. November 1949 in Irland) ist ein britischer Stand-Up Comedian, Schriftsteller und Internetaktivist. In den 1980er und 1990er Jahren trat er in Großbritannien in alternativen Comedyshows auf und erhielt 1991 den Time Out Comedy Award. Seit 2007 stellt er regelmäßig kurze Videos auf YouTube, in denen er vor allem religiöse Themen aufgreift und sie aus Sicht eines Atheisten bewertet.
Condell entstammt einer armen katholischen Familie. Heute bezeichnet er sich als Atheisten und sagt über seine Schulzeit in einer christlichen Schule: „Wenn einem die Kluft zwischen dem, was Menschen zu glauben behaupten, und ihrem tatsächliches Verhalten bewusst wird, ist es schwierig, davon irgend etwas ernst zu nehmen.“
Condells Videos erlangten im Netz weite Verbreitung. So gilt er beim Internetportal Youtube als einer der am häufigsten besuchten Autoren, insbesondere im Vereinigten Königreich, wo acht seiner Videos zu den hundert am häufigsten kommentierten Videos gehören. Er hat auf Youtube über 340.000 Abonnenten und seine Videos haben insgesamt über 75 Millionen Aufrufe (Stand 2022). Transkripte seiner Videos veröffentlichte er in zwei Büchern, Godless and Free (2010) und Freedom Is My Religion (2012).
Zu Condells Unterstützern zählen PZ Myers, Richard Dawkins und Harold Kroto. Condell ist Mitglied der National Secular Society.

## Zensur auf YouTube
Anfang Oktober 2008 sperrte Youtube Condells Video Welcome to Saudi Britain („Willkommen in Saudi-Britannien“), entfernte die Sperre aber kurz darauf wieder, weil sich viele Nutzer wegen dieser Zensur bei YouTube beschwert und das Video unter eigenen Nutzerkonten eingestellt hatten. In dem Video kritisiert Condell die Unterstützung Großbritanniens für ein Schariagericht scharf und bezeichnet ganz Saudi-Arabien als geistig krank, weil es Frauen systematisch misshandele.
Ein YouTube-Sprecher verteidigte die Sperrung des Videos anfänglich mit den Regeln der Website, die Rassismus, Pornographie und sogenannte hate speech – also aufwiegelnde, herablassende oder beleidigende Sprache – in den eingestellten Videos verbieten. Unter Condells Verteidigern war auch die National Secular Society, die argumentierte, Condell nehme zwar kein Blatt vor den Mund, habe aber in dem Video nichts Unwahres gesagt.
Kurz danach entsperrte YouTube das Video mit dem Kommentar, nach nochmaligem Überdenken der Situation habe man sich zur Veröffentlichung entschlossen. Richard Dawkins, Autor des Buches The God Delusion, gratulierte YouTube zu dieser Entscheidung mit den Worten „I congratulate YouTube on an excellent decision. Pat Condell is hard-hitting, but always quietly reasonable in tone.“ („Ich gratuliere YouTube zu dieser exzellenten Entscheidung. Pat Condell trägt harte Bandagen, bleibt in seinem Ton aber immer vernünftig.“)
Condell glaubt, das Video sei nach einer sogenannten „Flagging-Kampagne“ (das vielfache Melden eines Videos als anstößig oder gegen die YouTube-Regeln verstoßend, das jeder Nutzer vornehmen kann) islamistischer Aktivisten gesperrt worden.
In seinem nächsten Video, Stop sharia law in Britain, dankt Condell seinen Unterstützern ebenso wie jenen, die das Video angegriffen haben, weil aufgrund dieser Angriffe die Popularität des Videos enorm gestiegen sei. Weiterhin präzisiert er seine Äußerungen zu Saudi-Arabien, das er als geistig krank bezeichnet hatte.

## Werke

### Bühne
| Jahr | Name                  | Medium          | Rolle        |
| ---- | --------------------- | --------------- | ------------ |
| 1991 | Barf Bites Back!      | Stand-up Comedy | Actor        |
| 1997 | Barry Sorts It Out    | Comedy          | Writer       |
| 1998 | Stand and Deliver     | Stand-up Comedy | Writer       |
| 2008 | Pat Condell Anthology | Stand-up Comedy | Writer/actor |

### Bücher
- Godless and Free, Selbstverlag 2010, ISBN 978-1445223155
- Freedom Is My Religion, Selbstverlag 2012, ISBN 978-1291197839